# Plasma fresco congelado
El plasma fresco congelado (PFC) es un producto sanguíneo hecho de la porción líquida de la sangre entera. Se utiliza para tratar afecciones en las que hay niveles bajos de los factores de coagulación sanguínea (INR> 1,5) o niveles bajos de otras proteínas sanguíneas. También se puede utilizar como fluido de reemplazo en el intercambio de plasma. El uso de plasma ABO compatible no es necesario, pero es recomendado. No se recomienda su uso como un expansor de volumen. Se administra por inyección lenta en una vena.
Los efectos secundarios incluyen náuseas y picazón. En raras ocasiones pueden ocurrir reacciones alérgicas, coágulos de sangre o infecciones. No está claro si el uso durante el embarazo o la lactancia es seguro para el bebé. Se debe tener más cuidado en las personas con deficiencia de proteína S , deficiencia de IgA o insuficiencia cardíaca. El plasma fresco congelado se compone de una mezcla compleja de agua, proteínas, carbohidratos, grasas y vitaminas. Cuando se congela dura aproximadamente un año.
El plasma entró por primera vez en uso médico durante la Segunda Guerra Mundial. Está en la Lista de medicamentos esenciales de la Organización Mundial de la Salud, los medicamentos más efectivos y seguros que se necesitan en un sistema de salud. En el Reino Unido cuesta alrededor de £30 por unidad. También existen otras versiones que incluyen plasma congelado dentro de las 24 horas posteriores a la flebotomía, plasma pobre en crioprecipitado y plasma tratado con detergente/solvente.

## Definición
En los Estados Unidos se refiere a la porción líquida de una unidad de sangre completa que se ha centrifugado, separado y congelado a −18 grados Celsius (−0,4 °F) o más frío dentro de las ocho horas de la recolección de la donación de sangre total o mediante un dispositivo de aféresis. La frase "PFC" se usa a menudo para referirse a cualquier producto de plasma transfundido. El otro plasma comúnmente transfundido, el plasma congelado dentro de las 24 horas posteriores a la flebotomía (PF24), tiene indicaciones similares a las del PFC. PF24 tiene niveles ligeramente más bajos de Factores V y VIII que PFC. PF24 es en realidad más utilizado que PFC en los Estados Unidos. 

## Usos médicos
Hay algunas indicaciones específicas para PFC. Estas generalmente se limitan al tratamiento de deficiencias de proteínas de coagulación para las cuales los concentrados de factores específicos no están disponibles o no son deseables. Una dosis habitual de plasma es de 10-20 ml/kg de peso del receptor.
Las indicaciones para el uso de PFC incluyen lo siguiente: 
- Reemplazo de las deficiencias aisladas de factores. PFC se usa para tratar trastornos hemorrágicos raros cuando no se dispone de concentrados de factores específicos.  PFCes el tratamiento habitual para la deficiencia de factor V.[11]

Warfarina

- Reversión del efecto de la warfarina.  Warfarina  Los pacientes que están anticoagulados con warfarina presentan deficiencias en los factores de coagulación II, VII, IX y X dependientes de la vitamina K funcional, así como en las proteínas C y S. Estas deficiencias funcionales pueden revertirse mediante la administración de vitamina K. Para pacientes anticoagulados que sangran activamente o que requieren cirugía de emergencia, se debe usar el concentrado de complejo de protrombina (idealmente, CCP de cuatro factores), si está disponible.[12]  PFC/PF24/plasma descongelado solo se deben usar si no se dispone de tratamientos alternativos más efectivos. El grupo de trabajo ASA recomienda comenzar con 5-8 mL/kg de PFC para la reversión de la warfarina y volver a verificar los valores de laboratorio.[12]
- Uso en la deficiencia de antitrombina III. El PFC puede usarse como una fuente de antitrombina III en pacientes con deficiencia de este inhibidor y que se someten a cirugía o que requieren heparina para el tratamiento de la trombosis. Existen formas purificadas, derivadas de humanos, así como formas recombinantes de antitrombina III disponibles en los EE. UU.
- Tratamiento de inmunodeficiencias. El PFC es útil en bebés con inmunodeficiencia secundaria asociada a enteropatía grave que pierde proteínas y en la que la nutrición parenteral total es ineficaz. El PFC también puede usarse como una fuente de inmunoglobulina para niños y adultos con inmunodeficiencia humoral. Sin embargo, el desarrollo de una inmunoglobulina purificada para uso intravenoso (es decir, IVIG) ha reemplazado en gran medida al plasma fresco congelado.
- Tratamiento de la púrpura trombocitopénica trombótica. El intercambio terapéutico de plasma con PFC/PF24 o plasma descongelado como líquido de reemplazo se considera el tratamiento de elección para los pacientes con púrpura trombocitopénica trombótica probada o sospechada (PTT).

No se recomienda PFC a menos que haya un sangrado en curso o que haya un problema significativo de coagulación sanguínea. Es decir, el PFC no se usa en personas para revertir la warfarina si no hay sangrado, incluso para un INR > 9 a menos que necesiten cirugía urgente. Tampoco se usa en cirugía electiva, o cirugía que no sea de emergencia.
El plasma descongelado está hecho de PFC o PF24 y se mantiene refrigerado (a 1-6 °C). una vez descongelado puede almacenarse hasta por 5 días.

## Riesgos
Los riesgos del PFC incluyen la transmisión de enfermedades, las reacciones anafilactoideas y un volumen intravascular excesivo (sobrecarga circulatoria asociada a la transfusión (TACO)), así como la lesión pulmonar aguda relacionada con la transfusión (TRALI). Los riesgos de infecciones transmitidas por transfusión son similares a los de la sangre total y la de los glóbulos rojos. 

## Química
El PFC se fabrica por centrifugación de sangre total o por un dispositivo de aféresis, proceso seguido de congelación y preservación. 

## Frecuencia de uso
El uso del plasma y sus productos ha evolucionado durante un período de cuatro décadas. El uso de PFC se ha multiplicado por diez en los Estados Unidos entre los años 2000-2010 y ha alcanzado casi 2 millones de unidades al año. Esta tendencia puede atribuirse a múltiples factores, que posiblemente incluyen una menor disponibilidad de sangre total debido a la aceptación generalizada del concepto de terapia de componentes. 

## Alternativas

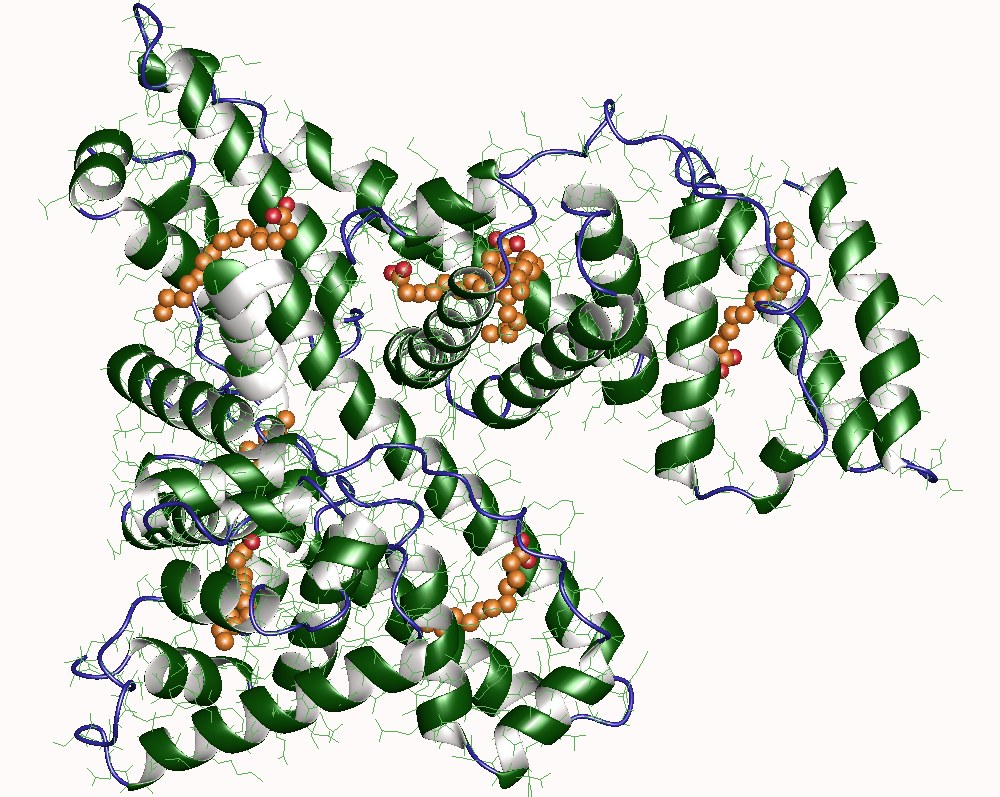
Albúmina

La evidencia indica que otros componentes del plasma (por ejemplo, plasma de un solo donante) que no cumplen los criterios de PFC pueden tener niveles adecuados de factores de coagulación y son adecuados para pacientes en los que está indicada el PFC. El plasma de un solo donante es eficaz en el tratamiento de deficiencias leves de factores de coagulación estables. También es valioso en el tratamiento de múltiples deficiencias, como en la reversión de los efectos de la warfarina o en la enfermedad hepática.
El tratamiento alternativo seguro y efectivo a menudo existe, por lo que el PFC ya no es la terapia de elección en muchas afecciones. Se debe usar crioprecipitado o concentrados de fibrinógeno cuando se necesita fibrinógeno. Para el tratamiento de la hemofilia A, se encuentran disponibles concentrados de factor VIII recombinante. Para el tratamiento de la hemofilia B grave, se encuentran disponibles concentrados de factor IX recombinante. 
Las soluciones cristaloides y coloides que contienen albúmina de suero humano o fracción de proteína plasmática, hidroxietil almidón y dextrano son preferibles a PFC para la sustitución de volumen. 
Para el soporte nutricional, se encuentran disponibles soluciones de aminoácidos y dextrosa. La alternativa más importante al uso de PFC es un programa integral de conservación de la sangre. Esto incluye medidas como el rescate de células intraoperatorio y la constatación de que en muchos pacientes la anemia normovolémica no es una indicación de transfusión.